# Hohner

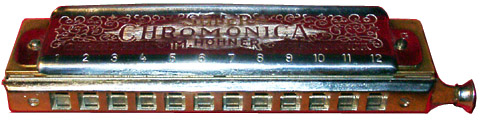
Ett kromatiskt Hohnermunspel

Hohner Musikinstrumente GmbH & Co. KG är ett tyskt företag som specialiserar sig på att göra musikinstrument. Företagets grundades 1857, och är mest känt för sina munspel och dragspel. Företaget tillverkar även andra musikinstrument, som till exempel kazoos, blockflöjtar, elorglar, gitarrer, elbasar, clavinet samt melodicas.
Hohner är också det munspel som många använder som sitt förstaspel på grund av sin träkärna.